# Patrick Bailey
Patrick Bailey (Greensboro, Carolina del Norte, 29 de mayo de 1999) es un jugador profesional estadounidense de béisbol que se desempeña en la posición de cácher en San Francisco Giants, equipo de las Grandes Ligas de Béisbol (MLB).

## Carrera
Fue seleccionado en la primera ronda en el Draft de la MLB de 2020. En 2023 hizo su debut profesional con el equipo San Francisco Giants, donde lleva jugando una temporada.